# Kharmanli (obchtina)
Kharmanli (bulgare : Димитровград) est une obchtina de l'oblast de Khaskovo en Bulgarie.